# Villa Franziska (Niederlößnitz)
Die Villa Franziska, ehemals auch Villa Elias, liegt in der Ludwig-Richter-Allee 15 im Stadtteil Niederlößnitz der sächsischen Stadt Radebeul. Sie wurde zwischen September 1881 und Juni 1882 durch den Niederlößnitzer Architekten und Baumeister Adolf Neumann errichtet.

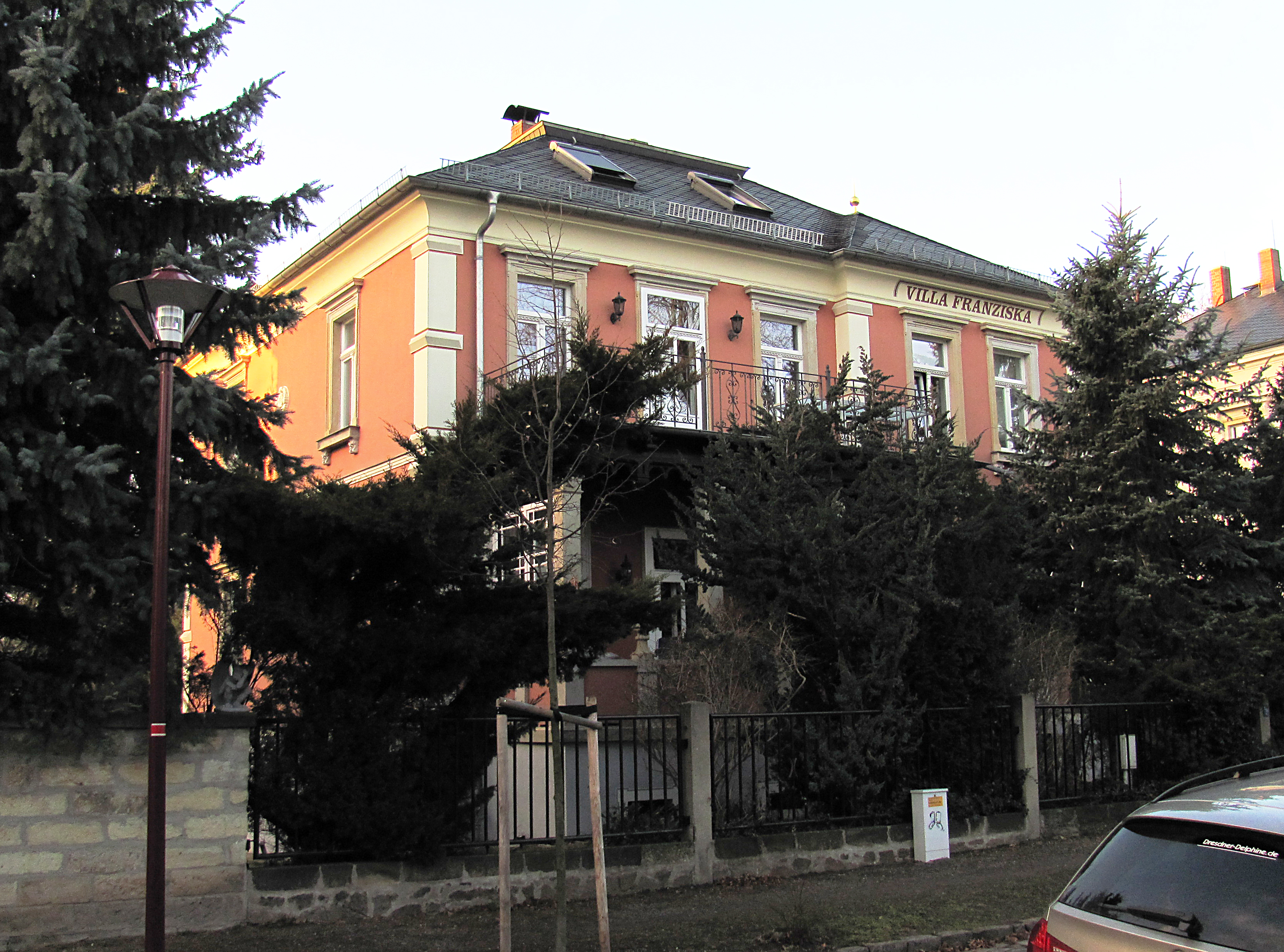
Villa Franziska

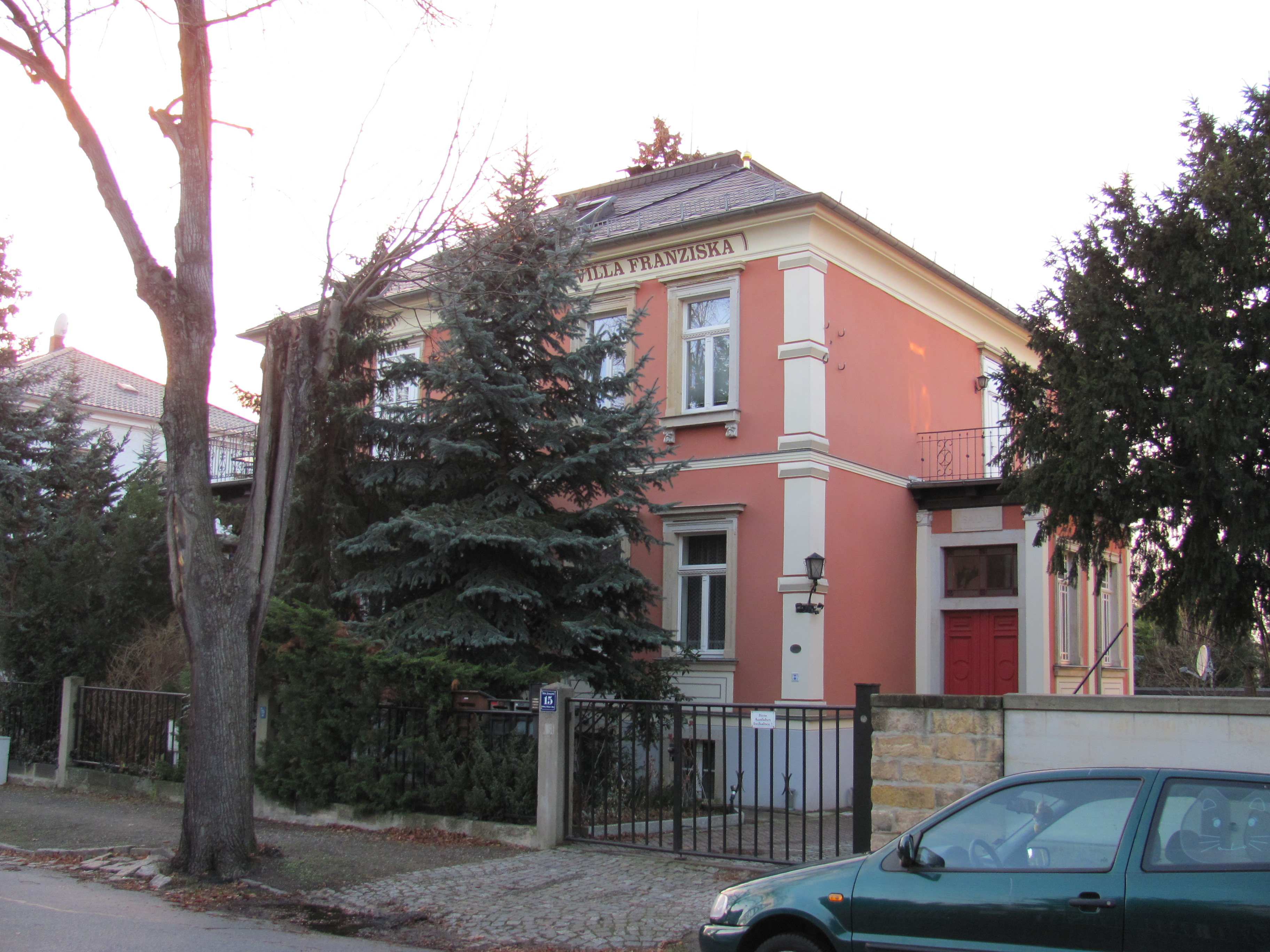
Villa Franziska

## Beschreibung
Die unter Denkmalschutz stehende, fünfachsige Villa ist ein zweigeschossiges Wohnhaus mit einem flach geneigten, abgeplatteten Walmdach, das schiefergedeckt ist.
In der Straßenansicht steht rechts ein zweiachsiger Seitenrisalit, in dessen Traufgesims sich der Häusername findet. Vor der Rücklage auf der linken Seite befindet sich ein Altan, der von vier Pfeilern gestützt wird; der Austritt im Obergeschoss wird durch ein Eisengitter gesichert. In der rechten Seitenansicht, der Nordseite, befindet sich ein Eingangsvorbau.
Das verputzte Gebäude wird durch Gesimse und erneuerte Ecklisenen gegliedert, die Fenster sind durch Sandsteingewände eingefasst und durch gerade Verdachungen bekrönt.